# Chalandry-Elaire
 Chalandry-Elaire  es una población y comuna francesa, en la región de Champaña-Ardenas, departamento de Ardenas, en el distrito de Charleville-Mézières y cantón de Flize.

## Demografía
| 256 | 258 | 291 | 323 | 420 | 524 |
| Para los censos de 1962 a 1999 la población legal corresponde a la población sin duplicidades (Fuente: INSEE [Consultar]) |     |     |     |     |     |